# Peter Jevšnikar
Peter Jevšnikar, slovenski trobentar in pedagog, * 17. februar 1973, Slovenj Gradec.
Študij trobente je končal na Akademiji za glasbo v Ljubljani, izpopolnjeval pa se je v Združenih državah Amerike (Roy Poper). Je član Simfonikov RTV Slovenija in komornega ansambla Trio Baraga.